# Boris Hybner

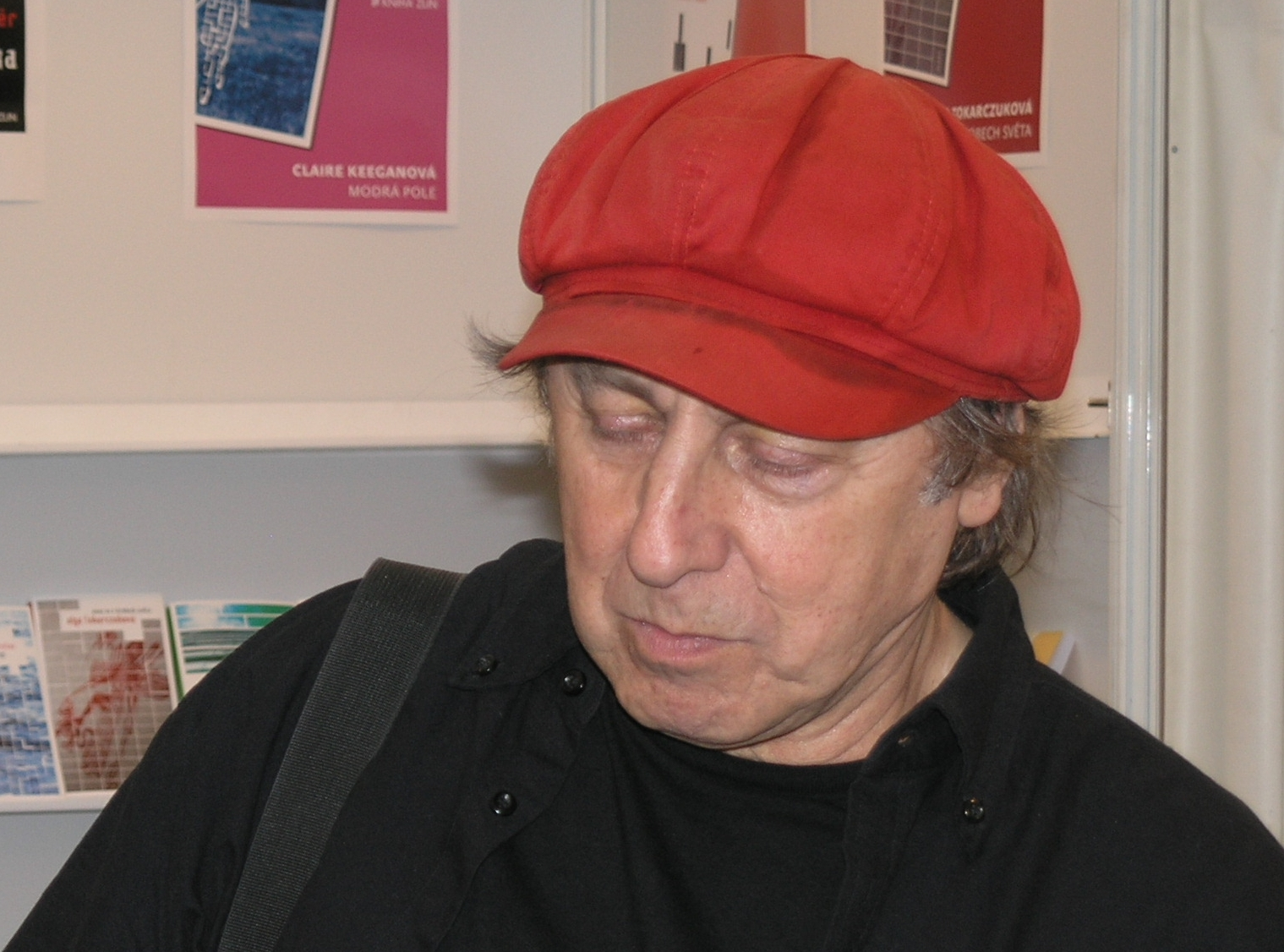
Boris Hybner 2009

Boris Hybner (* 5. August 1941 in Vyškov; † 2. April 2016 in Prag) war ein tschechischer Pantomime, Schauspieler, Dramaturg, Regisseur, Bühnenautor und Pädagoge. Zusammen mit seinem Partner Ctibor Turba gehörte Boris Hybner zu den bedeutenden Repräsentanten der modernen tschechischen Pantomime.

## Leben
Nach seinem Abitur fing Hybner an, in einer Chemiefabrik in Litvínov zu arbeiten, und studierte daneben an der landwirtschaftlichen Mittelschule und am Pädagogischen Institut in Zlín (damals Gottwaldov), wo er das Ensemble „Reflektor“ gründete. Hybner stand den sogenannten Beatniks und der Beat Generation nahe, orientierte sich an Jack Kerouac und Allen Ginsberg (den er bei dessen Besuch in Prag 1965 getroffen haben soll), las Alfred Jarry, Dadaisten, Surrealisten. Auch machte er (wie viele seiner Vorbilder) Erfahrungen mit LSD, das von 1962 bis 1974 unter dem Markennamen Lysergamid von der Pharmafirma Spofa in der ČSSR hergestellt wurde.
Auf das Jahr 1964 datiert sein erster Auftritt als Mime im Theater Divadlo Na zábradlí in Prag. 1966 gründete Hybner, ebenfalls in Prag, zusammen mit Ctibor Turba das Ensemble Pantomima  Alfreda Jarryho, mit dem er auf dem 1. Pantomime-Festival in Litvínov den ersten Preis gewann. Seine Pantomimetätigkeit setzte er 1978 mit der Gründung des Ensembles Gag fort, das er 1990 in Prag neu belebte.
In den 1980er Jahren erreichte er große Erfolge mit der Trilogie Zahrada jménem Hollywood (Garten genannt Hollywood) in den Niederlanden, die er später als Fernsehfassung Gagman bearbeitete und wofür er beim Rose d’Or in Montreux einen Preis erhielt. Später leitete er die Abteilung für nonverbales Theater an der Musik- und Tanzfakultät der Akademie der musischen Künste in Prag, wo er seit 2008 eine Professur hatte.
Die Schauspielerin Vanda Hybnerová ist seine Tochter.

## Inszenierungen (Auswahl)
- Harakiri
- Idiot
- Na konci zahrady jménem Hollywood
- Concerto Grosso
- Mim session
- Gagman

## Filmografie (Auswahl)
- 1968: Údolie vecných karaván (gelistet als B. Hübner)
- 1969: Bludiště moci
- 1970: Harakiri
- 1979: Der Katzenprinz (Kocicí princ; gelistet als Boris Hübner)
- 1980: Julek
- 1983: Jára Cimrman ležící, spící
- 1983: Kuschelnester (Pelíšky)
- 1987: Gagman (Fernsehserie, Drehbuch und Story)
- 2006: Poslední vlak
- 2009: Peklo s princeznou
- 2016: Prístav (Fernsehserie, 20 Folgen)